# 次々商法
次々商法（つぎつぎしょうほう）とは、何らかの悪徳商法の被害者に対して、次々と別の業者（同じ業者のこともある）が接近してきて、色々な契約を締結させる商法のことをいう。「次々販売」ともいう。販売の方法としては、訪問販売あるいは電話勧誘販売などとなる。
別の業者が次々と接近してくるのは、業者間で、騙されやすい人や契約を断りきれない人等の個人情報（「カモリスト」という）が交換されているからとされる。
高齢者や18歳から20代の若者、判断能力の不十分な知的障がい者が被害に遭いやすく、布団、着物、宝石、掃除機、健康食品、リフォーム、絵画などの次々商法が代表的である。契約時に、家族には相談しないように念を押されることが多く、これはクーリングオフ期間中の契約を解除をさせないのが目的である。1度購入した顧客に対し、季節限定イベントなどと称し、各季節（夏休みイベント、クリスマスイベント、バレンタインイベント、ホワイトデーイベント）のイベント時期に販売することもある。
この商法は、訪問販売あるいは電話勧誘販売のため、特定商取引法に基いてクーリングオフできる場合がある。
TVなどで有名芸能人などを起用しCMを行っている大手メーカーでも行われている。
2022年4月1日の民法改正で成人年齢が18歳に引き下げられ、新成人である高校3年生が展示会商法のターゲットとされることが懸念されている。